# 생태건축학

NOAH(New Orleans Arcology Habitat) 안의 개념 디자인. E. Kevin Schopfer가 디자인함.

생태건축학(生態建築學)은 자연환경과 조화되며 자원과 에너지를 생태학적 관점에서 최대한 효율적으로 이용하여 건강한 주생활 또는 업무가 가능한 건축을 의미한다.

## 같이 보기
- 메가스트럭처